# Campionato italiano di ciclismo su strada 2022 - Cronometro uomini junior
La cronometro uomini junior dei Campionati italiani di ciclismo su strada 2022 si è svolta il 21 giugno 2022 su un percorso di 15,9 km, con partenza e arrivo a San Giovanni al Natisone, in provincia di Udine. La vittoria fu appannaggio di Alessandro Cattani, che completò il percorso in 20'59" alla media di 45,751 km/h, precedendo Davide Donati e Nicolas Milesi.
Sul traguardo di San Giovanni al Natisone 32 ciclisti, su 32 partiti dalla medesima località, sui 35 iscritti, portarono a termine la competizione.

## Ordine d'arrivo (top 10)
| Pos. | Corridore           | Tempo  |
| ---- | ------------------- | ------ |
| 1    | Alessandro Cattani  | 20'59" |
| 2    | Davide Donati       | a 6"   |
| 3    | Nicolas Milesi      | a 8"   |
| 4    | Samuele Alari       | a 12"  |
| 5    | Federico Savino     | a 16"  |
| 6    | Matteo Scalco       | a 19"  |
| 7    | Gabriele Bessega    | a 28"  |
| 8    | Renato Favero       | a 34"  |
| 9    | Dario Igor Belletta | a 39"  |
| 10   | Lorenzo Nespoli     | a 54"  |